# التفاعلات البشرية مع الفطريات

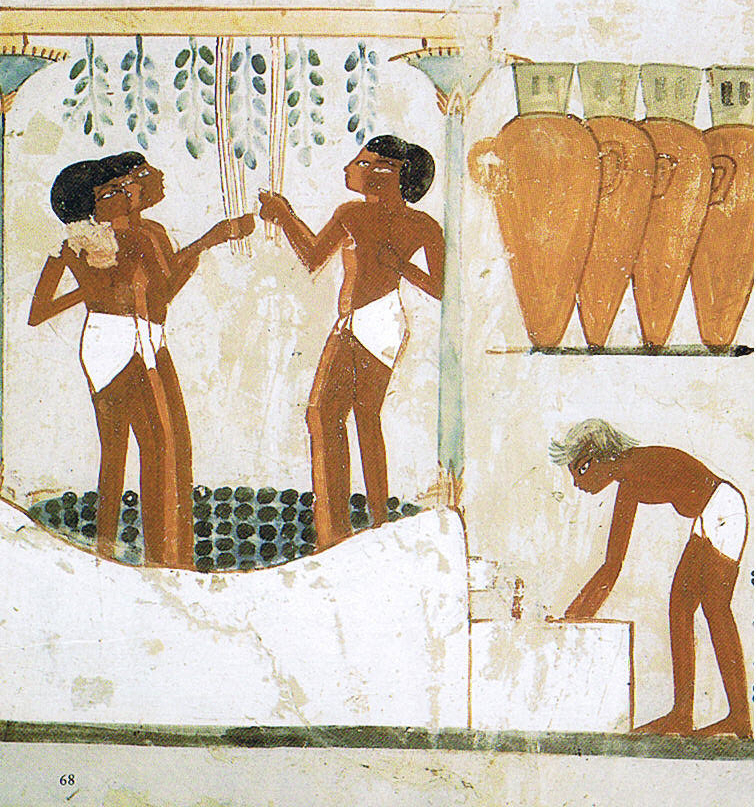
تم صنع النبيذ باستخدام العنب والخميرة الطبيعية منذ العصور القديمة. مقبرة نخت الأسرة الثامنة عشر ، طيبة ، مصر القديمة

التفاعلات البشرية مع الفطريات تشمل كلا من الاستخدامات المفيدة سواء كانت عملية أو رمزية، والتفاعلات الضارة وهي الفطريات التي تضر المحاصيل أو الأخشاب أو الأغذية.
استخدمت الخمائر منذ العصور القديمة لتخمير الخبز وتخمر البيرة والنبيذ، وفي الآونة الأخيرة تم استغلال الفطريات العفن لخلق مجموعة واسعة من المنتجات الصناعية منها الإنزيمات والأدوية حيث تشمل الأدوية التي تعتمد على الفطريات مضادات حيوية وأدوية كبت المناعة والستاتين والعديد من الأدوية المضادة للسرطان. ومن أنواع الخميرة، سكيراء جعوية وهو نموذج حي مهم في علم الأحياء الخلوي. يتم جمع الهيئات المثمرة لبعض الفطريات الكبيرة كفطر صالح للأكل، بما في ذلك الأطباق الشهية مثل فطر كويزي، وبوليط مأكول وفطريات زقية، بينما تزرع بعض الأنواع. توفر الفطريات العفن نكهة اللحم (أومامي) من منتجات فول الصويا المخمرة مثل تيمبي وميسو وصلصة الصويا، كما تساهم الفطريات في الجبن الأزرق بالنكهة واللون بما في ذلك جبن الروكفور وجبن الستيلتون. تنتج القوالب أيضا بدائل اللحوم النباتية مثل كوورن. وتستخدم بعض الفطريات، وخاصة الفطر أغاريك ذبابة وسيلوسيبين للأدوية ذات التأثير النفساني التي تحتوي عليها؛ هذه على وجه الخصوص هي محور الدراسة الأكاديمية في مجال علم الفطريات العرقية. ظهرت الفطريات، أيضا، من وقت لآخر، في الأدب والفن.
تسبب الفطريات ضرراً عن طريق إفساد الطعام وتدمير الأخشاب والتسبب في تلف المحاصيل كما تسبب أمراض للمواشي والبشر. الفطريات هي أساساً عبارة عن عفن مثل البنيسيليوم والرشاشيات حيث تفسد العديد من الأطعمة المخزنة. تسبب الفطريات غالبية الأمراض النباتية والتي بدورها تسبب خسائر اقتصادية خطيرة. في بعض الأحيان كما هو الحال في المجاعة الأيرلندية الكبرى في 1845-1849، أدت الأمراض الفطرية للنباتات آفة البطاطس التي تسببها فيتوفثورا إلى معاناة إنسانية واسعة النطاق. الفطريات هي بالمثل السبب الرئيسي للخسائر الاقتصادية للأخشاب في المباني. وأخيرا تسبب الفطريات أيضا بالعديد من الأمراض للبشر والماشية حيث يقتل داء الرشاشيات حوالي 600,000 شخص سنويا بالأخص أولئك الذين يعانون من ضعف جهاز المناعة.

## سياق الكلام
تتكون الثقافة من السلوك الاجتماعي والمعايير الموجودة في المجتمعات البشرية والتي تنتقل عن طريق التعلم الاجتماعي. تشمل العوالم الثقافية في جميع المجتمعات البشرية أشكالا معبرة مثل الفن والموسيقى والرقص والطقوس والدين وتقنيات مثل استخدام الأدوات والطبخ والمأوى والملابس. يغطي مفهوم الثقافة المادية التعبيرات المادية مثل التكنولوجيا والهندسة المعمارية والفن، في حين تشمل الثقافة غير المادية مبادئ التنظيم الاجتماعي والأساطير والفلسفة والأدب والعلوم. توضح هذه المقالة الأدوار التي تلعبها الفطريات في الثقافة البشرية.

## استخدامات عملية

### التخمير

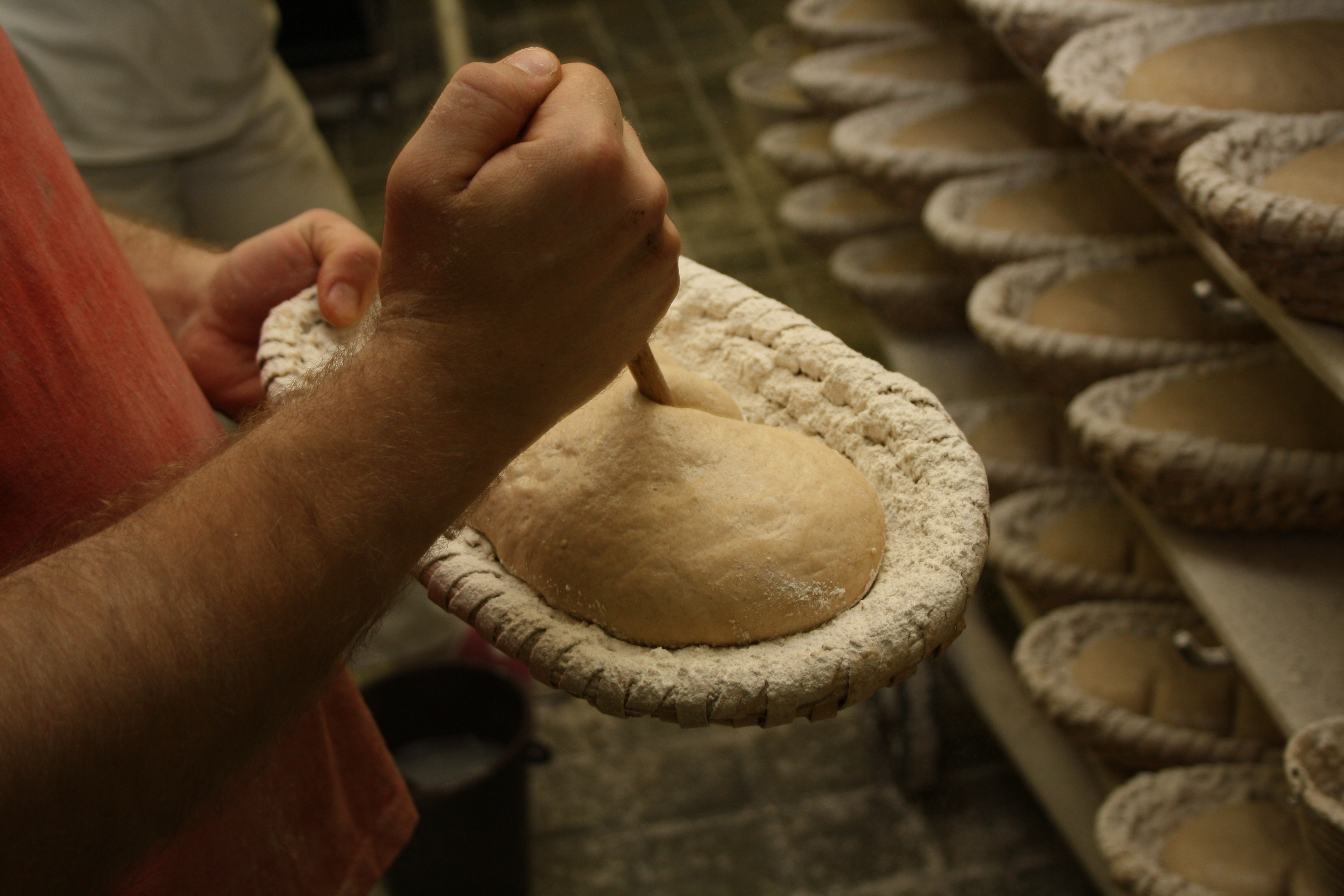
عجينة الخبز المخمرة بالخميرة

قد استخدمت الخمائر منذ العصور القديمة لتخمير الخبز وتخمر الجعة والنبيذ. أما في الآونة الأخيرة تم استخدام الفطريات لمجموعة واسعة من التخمر الصناعي سواء كانت تعمل مباشرة لتأثيرها على مواد مثل معالجة لب الورق أو المعالجة الحيوية للنفايات الصناعية، أو تعمل كمصدر للإنزيمات لأغراض كثيرة مثل بهوت وتنعيم الدنيم للجينز الأزرق الانيق. حيث تنتج الفطريات مجموعة واسعة من الإنزيمات الصناعية بما في ذلك الأميلاز، الإنفرتيز، السيللولاز والهيميسيلولاز، البكتيناز والببتيداز، اللاكيس، الفيتاز، ألفا جلوكورونيداز، بيتا مانوسيداز والليباز.

### طعام

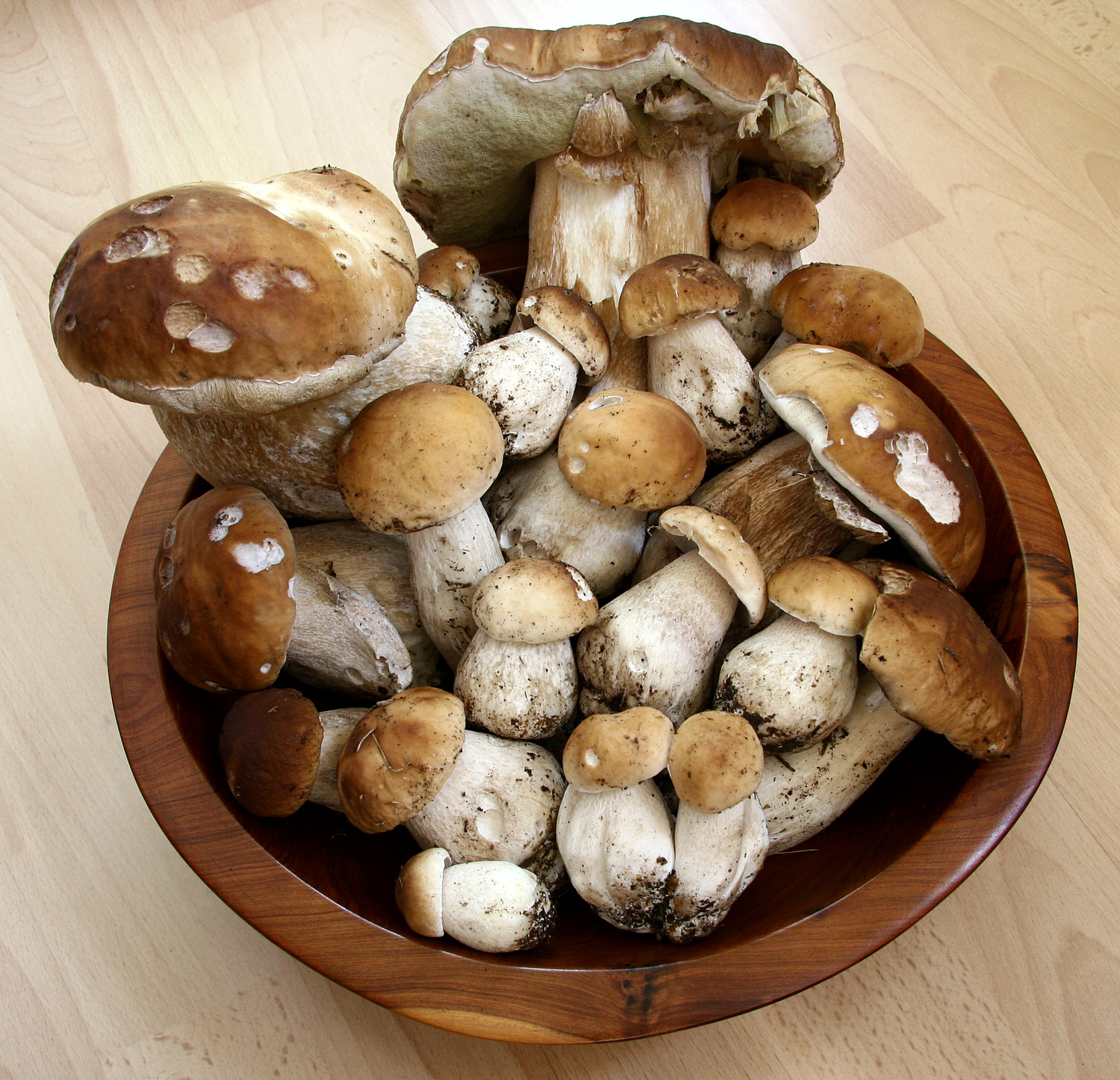
فطر بوليط مأكول التي تم جمعها من البرية.

يتم جمع الأجسام المثمرة للعديد من الفطريات الكبيرة مثل كويزي وبوليط مأكول كفطر صالح للأكل. وهناك أنواع أخرى مثل الفطريات الزقية والتي تعتبر مكلفة وشهية. وهناك عدد قليل من الأنواع المزروعه منها فطر غاريقون ثنائي البوغ والفطر المحاري (بليوروتوس س ب ب).

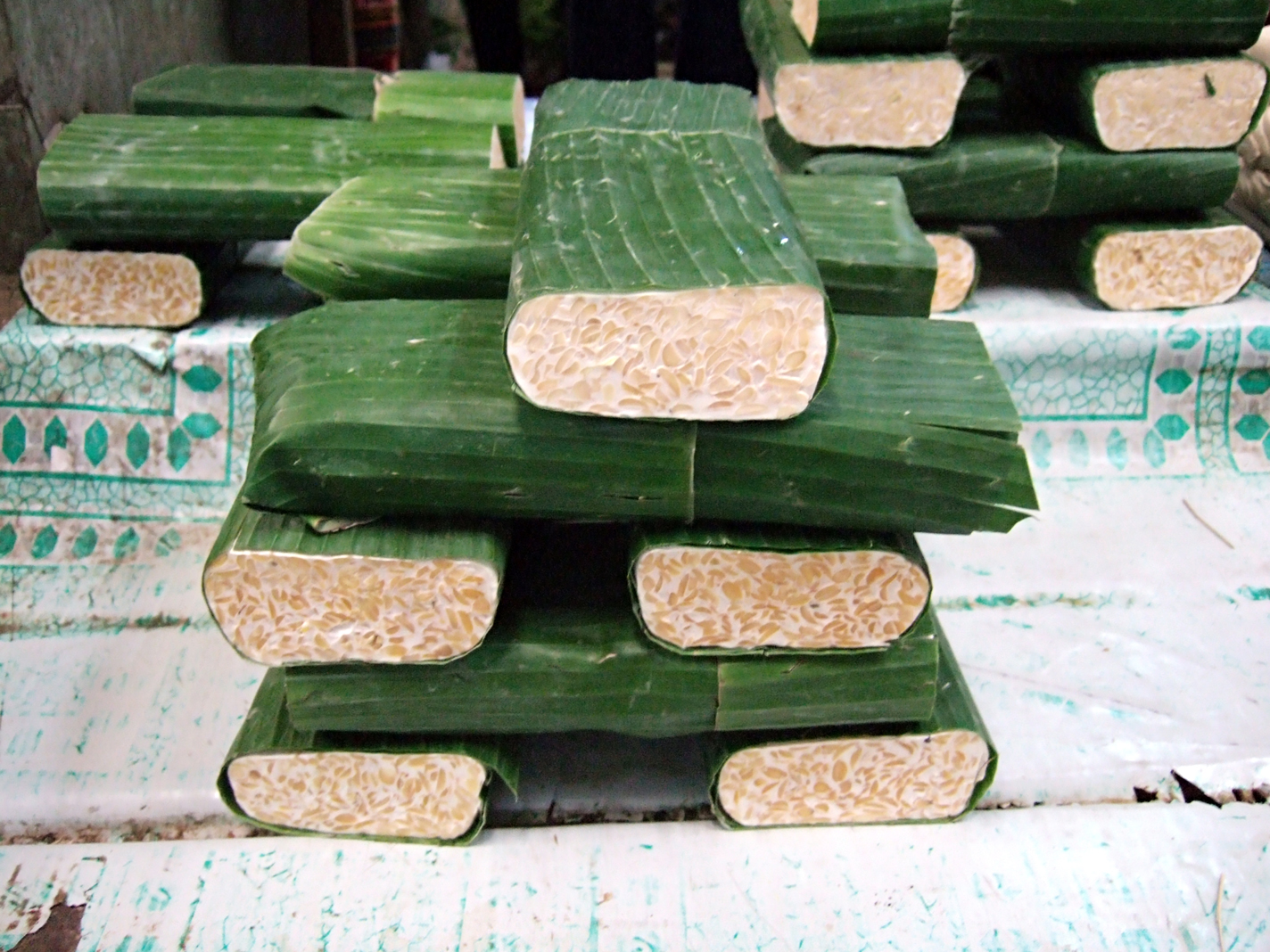
الفطريات العفن تنتج الأطعمة مثل تيمبي، جافاني اللذيذ كعك فول الصويا المخمرة.

الفطريات العفن هي مصدر لحمي (أومامي) نكهة منتجات فول الصويا مثل تيمبي، ميسو وصلصة الصويا. تم إنتاج تيمبي في جزيرة جاوة منذ القرن الثالث عشر. مثل التوفو، يتم تحويله إلى كتل غنية بالبروتين، ولكن هذه تحتوي على ملمس صلب ونكهة ترابية، حيث (على عكس التوفو) يتم الاحتفاظ بالفاصوليا بأكملها، مما يوفر محتوى أعلى من الألياف الغذائية والفيتامينات. ميسو أيضا غنية بالبروتين والفيتامينات والمعادن، يتم تخميرها من خليط من فول الصويا والحبوب، وتشكيل عجينة لينة تستخدم لأضافه نكهة في الحساء والأطباق اليابانية الأخرى.وقد استخدمت صلصة الصويا في الصين منذ القرن الثاني الميلادي حتى الآن على نطاق واسع في آسيا، وأيضا استخدم ميسو في ذلك الوقت حيث يتم ذلك عن طريق تخمير خليط من فول الصويا والحبوب مع فطريات أخرى مثل الرشاشية أوريزه.
يساهم عفن بنسيليوم روكفورتي في أضافة اللون الأزرق والكثير من النكهة في الجبن الازرق مثل جبن الروكفور وجبن الستيلتون. كما تتم معالجة الفطريات العفن لإنتاج بدائل اللحوم النباتية مثل كورن.

### الأصباغ
تستخدم الفطريات لإنتاج الأصباغ الطبيعية حيث يتم سحق الفطر ووضعه في وعاء غير تفاعلي لينضج لمدة طويلة كما هو مطلوب أو حتى تحقق الدرجة المطلوبة من اللون. ويطلق على الفطر الذي يمكن استخدامه بدون مرسخ اللون «أصباغ دائمة»، ولكن من أجل تحسين اللون وتناسب خفيف في اللون، يمكن استخدام (أملاح معدنية). وألياف البروتين، مثل الصوف والحرير قد تأخذ الصبغة بسرعة وكما يمكن أيضا استخدام القطن والقنب وبعض الألياف الاصطناعية الأخرى.

### في الطب الحديث

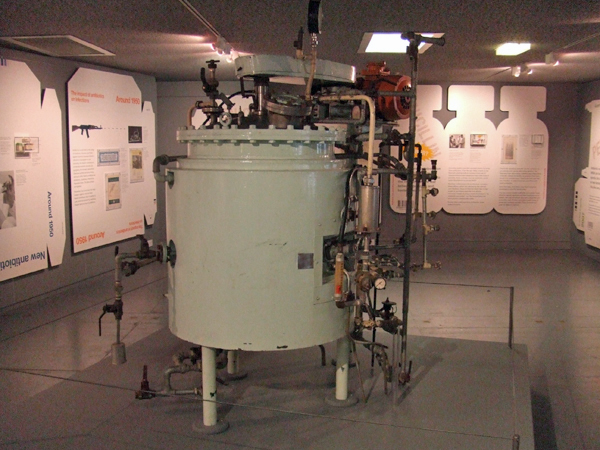
مفاعل حيوي البنسلين الصناعي المبكر، من عام 1957.

الفطريات هي مصادر العديد من أنواع الأدوية الطبية بما في ذلك مضادات حيوية وأدوية كبت المناعة والستاتين. والمضادات الحيوية مثل البنسلين والسيفالوسبورين تستمد مكوناتها الرئيسية من المواد التي تنتجها الفطريات وكذلك أدوية كبت المناعة، الماكروليد والسيكلوسبورين.[3]
الأدوية الخافضة للكولسترول، الستاتين، تم إنتاجها في البداية بواسطة الفطريات بما في ذلك البنيسيليوم. أول ستاتين تجاري، لوفاستاتين تم تخميره بواسطة العفن أسبرجيلوس تيريوس.
يتم إنتاج العديد من الأدوية المضادة للسرطان بواسطة الفطريات مثل مثبطات التفتل وفينبلاستين وفينكريستين وبودوفيلوتوكسين وغريسيوفولفين وأورانتيامين وأوكسالين ونيوكسالين.

### في الطب التقليدي
استخدمت العديد من الفطريات كأدوية شعبية في جميع أنحاء العالم بما في ذلك أوروبا والهند حيث يتم توثيق التقاليد بشكل جيد. تم العثور على بعض المكونات النشطة المفيدة. على الرغم من أن هذه لا تتوافق دائما مع الاستخدامات التقليدية للفطريات المعنية. وتم استخدام الارغوت وأنواع مختلفة من الحبوب مثل سوادي قمحي (تفحم حبوب القمح) لاضطرابات الحمل. واستخدمت الخمائر، المصنوعة في عجينة مسلوقة مع دقيق القمح في الهند لعلاج الحمى والزحار وتم علاج الجروح في أوروبا بالعفن، على سبيل المثال شريحة من الخبز المتعفن أو قش القمح المتعفن، مع المكونات النشطة الباتولين وغيرها من المركبات الشبيهة بالبنسلين. في شرق أفريقيا استخدمت الفطريات عند انتشار حج القحف لمنع ظهور الإنتان.

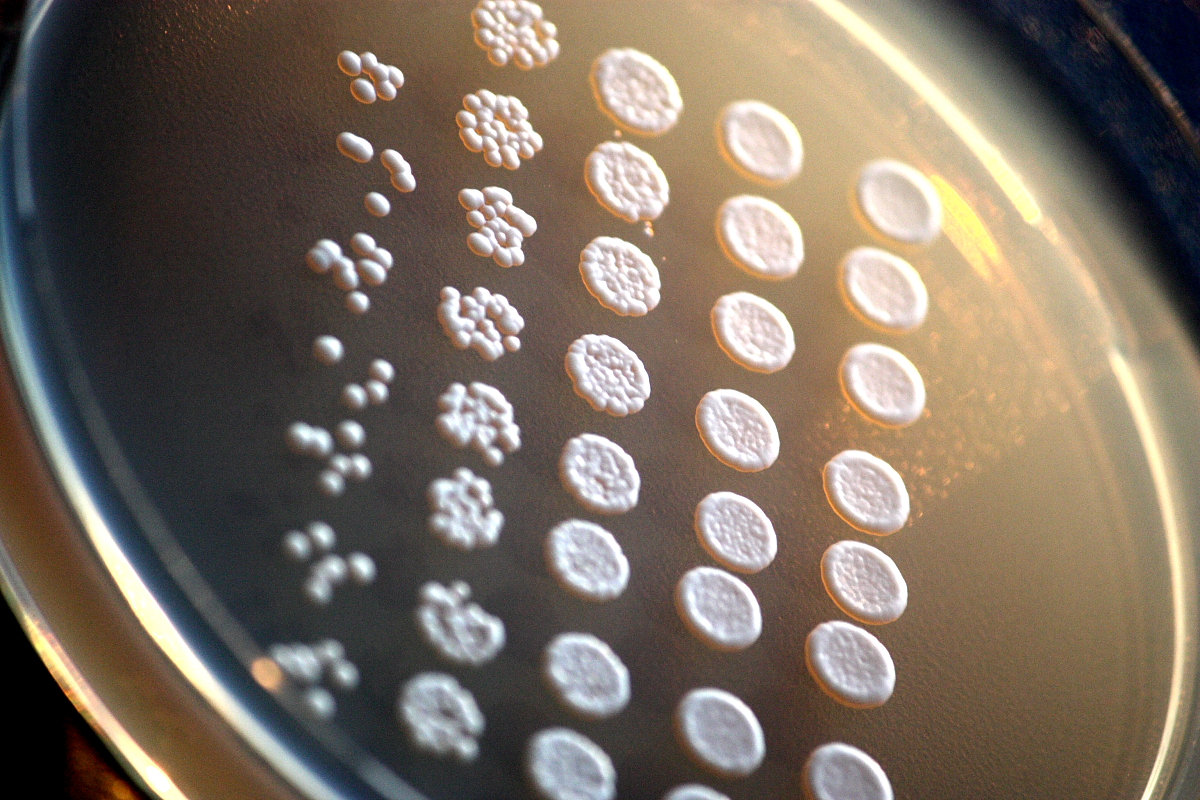
مستعمرات الخميرة على طبق آغار. هذا الفحص" طفرات " يقارن فعالية طفرات الخميرة المختلفة.

### في العلم
أحدا أنواع فطريات الخميرة، سكيراء جعوية تعتبر نموذج حي مهم في بيولوجيا الخلية الحديثة لمعظم القرن العشرين، وهي حقيقيات النوى وتعتبر واحدة من أكثر الكائنات الحية الدقيقة التي تم بحثها بدقة. كانت أول حقيقيات النوى التي تم تسلسلها لمجموع مورثي. [3] في القرن الحادي والعشرين، تم اعتماد العفن الخيطي الرشاشيات لدراسات المجموع المورثي.

### في مكافحة الحشرات

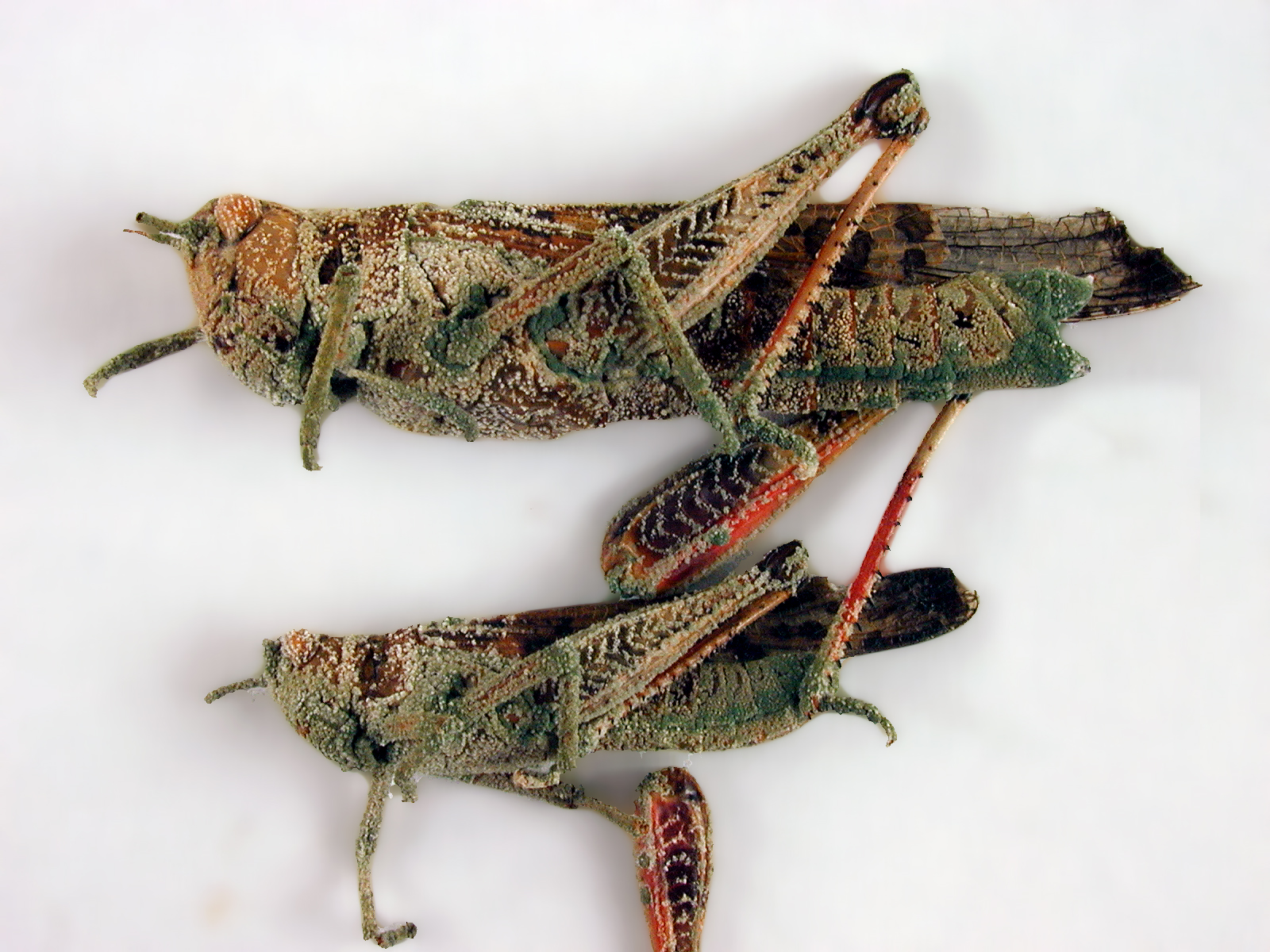
الجراد قتل من قبل فطريات ميتارهيزيم التي تحدث بشكل طبيعي وهي وسيلة صديقة للبيئة لمكافحة حيوية للآفات. هيئة البحوث الأسترالية 2005.

تصيب الحشرات بالفطريات الممرضة للحشرات وتقتلها، بما في ذلك مجموعة متنوعة من الحشرات، لذلك تم التحقق منها كعوامل مكافحة بيولوجية محتملة. كما هناك مجموعة متنوعة من الفطريات الزقية، بما في ذلك بوفيرية وليكانسيليوم وميتارهيزيم وفطر المتبدلة والتي لديها ميزات واعدة لاستخدامها كمبيدات حشرية بيولوجية. يمكن أن يساعد ميتارهيزيم على وجه الخصوص في السيطرة على تفشي الجراد. [23] 

## استخدامات رمزية

### في الدين والسحر

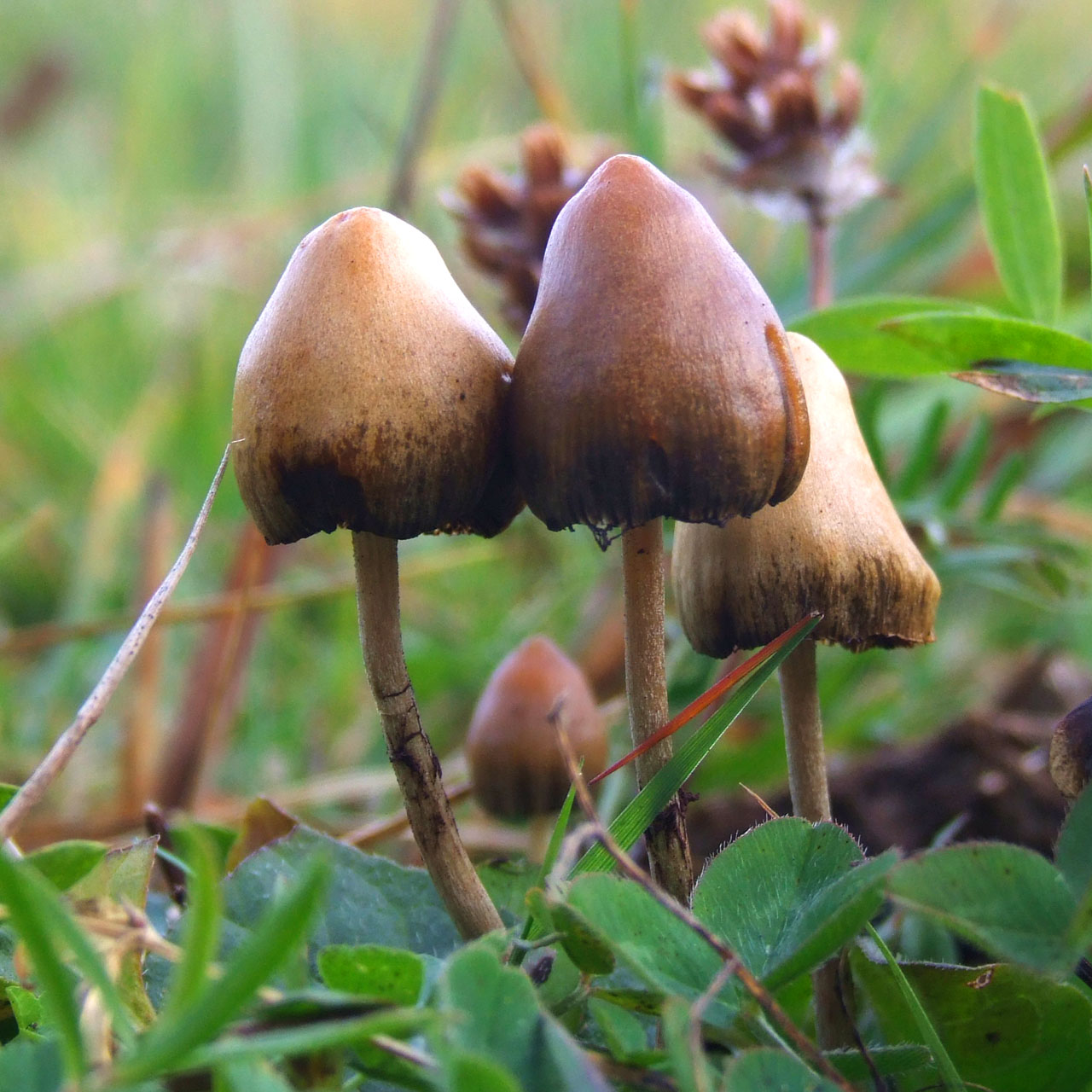
يتم جمع الفطر قبعة الحرية سيلوسيبي سيملانسياتا لتأثيراته كدواء نفسي المفعول.

وتستخدم بعض الأنواع من الفطر مثل أمانيت الذباب وفطر السيلوسيبين كالعقار نفساني التأثير. هذه هي محور الدراسة الأكاديمية والنقاش المكثف في مجال علم الاحياء العرقي. وفي عام 1950م شارك المصرفي الأمريكي روبرت جوردون واسون في طقوس دينيه للفطر السيلوسيبين (الفطر السحري) وكتب كتابا مؤثرا ولكنه مثير للجدل يدعي أن السوما المذكورة في ريجفدا عبارة عن فطر أمانيت الذباب.ومع ذلك، أكد عالم الفطريات جون رامزبوتوم أحد العناصر التي نسجها أليغرو في وقت لاحق في نظريته، مشيرا في عام 1953 إلى أن الشجرة المحرمة [b] في متحف بلينكوراولت صورت فطر أمانيت الذباب.
إن فطريات عاكوب التي تظهر أصلوبة أو الترسيم على أنها«حبوب سوداء» شيلم مزروع والحبوب الأخرى متورطة في قضية مطاردة الساحرات في القرن السابع عشر في النرويج حيث تسببت بالهلوسة الناجمة عن التسمم الأرغوني، مع رؤى الشيطان ككلب أسود أو قطة وفي اتهام الناس بالسحر. الناس في ثقافات أخرى مثل الآزتك يخمرون المشروبات بالعاكوب، الذي يحتوي على أشباه القلويات أساسها ايثيلاميد حامض الليسرجيك.

### في الأدب والفن
الفطريات ظهرت من وقت لآخر في الأدب، سواء للأطفال والكبار. في مغامرات لويس كارول عام 1865م أليس في بلاد العجائب، أليس تنمو بحجم أكبر عندما قامت بأكل جزء من الفطر، ويصغر حجمها عندما تأكل من الجزء الآخر. شكسبير في مسرحيته العاصفة استخدم ملاحظة في العاصفة أن الاشرار «يصنعون الفطر في منتصف الليل». وهناك عدد من الكتاب الذين كتبوا قصائد وروايات ذكر فيها الفطريات منهم إدموند سبنسر، بيرسي بيش شيلي، جون كيتس، ألفريد تنيسون، آرثر كونان دويل، ديفيد هربرت لورانس، وإيميلي ديكنسون. أشار تنيسون إلى فطر سلعة (مرض السغل) بعبارة «الأقدام الخيالية على العشب».
تتميز الفطريات أحيانا في الأعمال الفنية، مثل الرسام باولو بوربورا في أواخر القرن السابع عشر. رسمت مؤلفة الأطفال بياتريكس بوتر مئات الرسوم التوضيحية الدقيقة بالألوان المائية للفطريات. وفي الآونة الأخيرة، أنشأ فنانون مثل مارتن بيلو وهيلين داوني (الملقبة بـ «العامل غير الماهر»)، ورسم ستيفين دام منشآت ولوحات من الفطر.[34]

## التفاعلات الضارة

### تلف المواد الغذائية

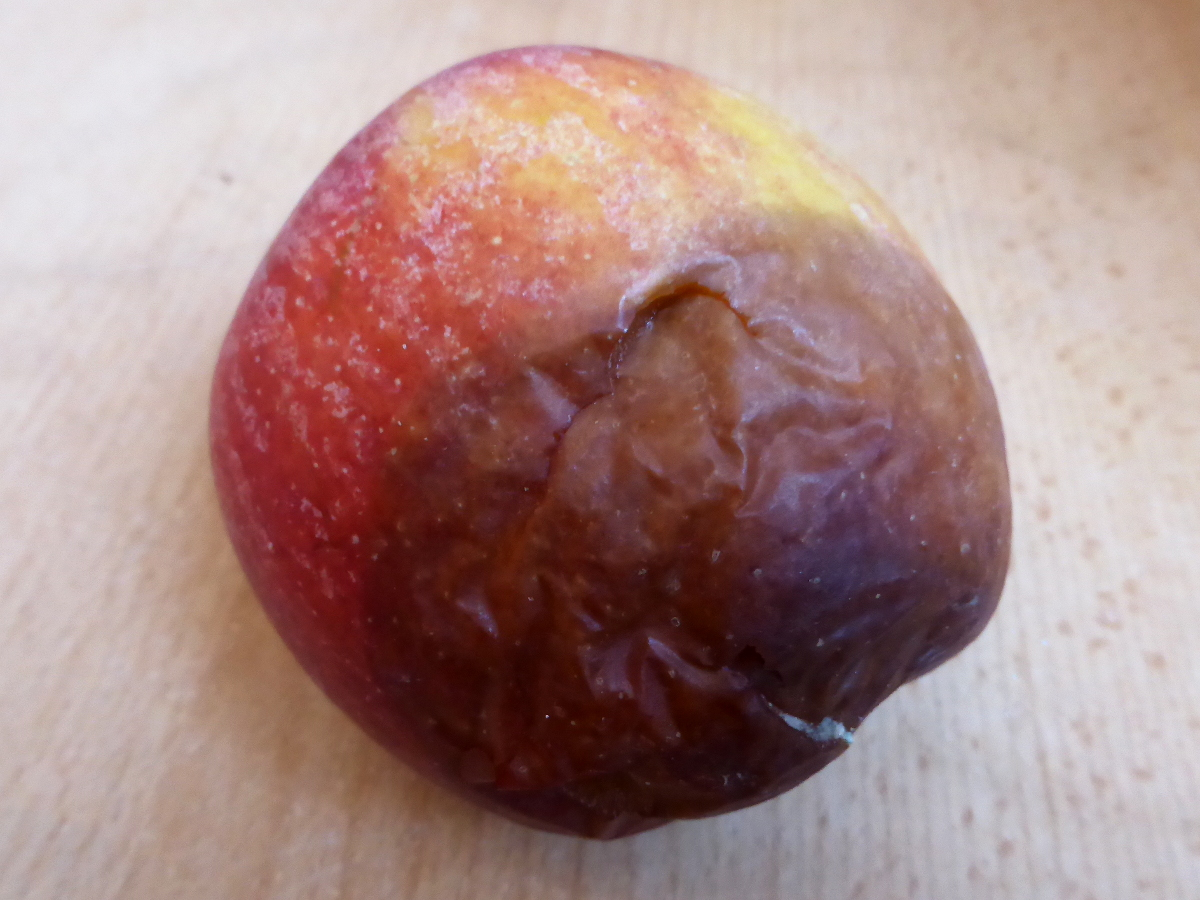
تفاحة يفسدها تعفن فطري ناعم من نوع البنسليوم

الفطريات وخاصة العفن وأيضا الخمائر، هي عوامل مهمة من تلف المواد الغذائية. تسبب عفن البنيسيليوم وهي عبارة عن تعفن ناعم مثل تعفن التفاح، في حين أن عفن الرشاشيات تخلق بقع على سطح الخبز واللبن الفاسد والعديد من الأطعمة الأخرى.تفسد الخمائر الأطعمة السكرية مثل الخوخ والمربى وتخمر السكريات إلى الكحول. بدأ الفهم العلمي للتلف في القرن التاسع عشر مع أعمال مثل دراسات لويس باستور لعام 1879 حول التخمير، والتي تم التحقق منها في تلف البيرة.

### تدمير الأخشاب
فطريات تسوس الخشب «تغذية ترميمية» هي السبب الرئيسي لتحلل الخشب، مما تسبب في الأضرار الاقتصادية وخسارة مليارات الدولارات من كل عام. إن التحلل الفطري، على الرغم من أنه مفيد في التسميد، هو مدمر للأخشاب المعرضة للطقس، وفي حالة التعفن الجاف الناجم عن سيربولا لاكريمانس ومن الأخشاب في المنازل الجافة إلى حد كبير. بعض الفطريات المحللة للخشب مثل فطريات العسل، نوع من أنواع الفطر عسلي تعتبر من طفيليات من الأشجار الحية حيث تهاجم جذورها وتقتلها في النهاية وتستمر حتى عند موتها في تحلل الأخشاب. فطر العسل تعتبر من الآفات البستانية الخطيرة حيث يمكن أن تنتشر من شجرة إلى أخرى عن طريق جذور طويلة الشكل على شكل احزمه في التربة.

### أمراض المحاصيل

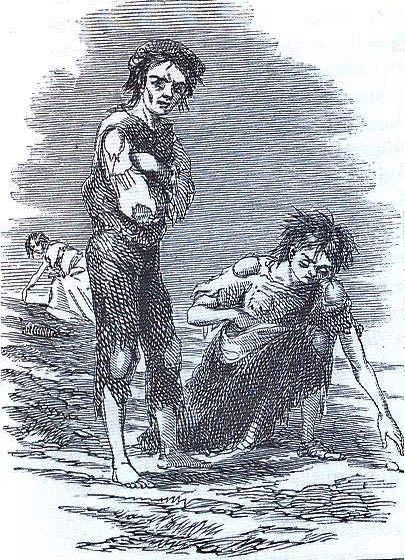
المجاعة الأيرلندية الكبرى التي حدثت بين 1845م و1849م، بسبب مرض آفة البطاطس. "سكيبيرين" نقش بواسطة جيمس ماهوني.

تفي عام 2015 من نفس المرضعد الفطريات من علم أمراض النبات المهمة، حيث إنها تتكاثر بسرعة، وتؤثر على مجموعة واسعة من المحاصيل في جميع أنحاء العالم وتسبب حوالي 85٪ من أمراض النبات، ويمكن أن تسبب خسائر اقتصادية خطيرة.   كما أن نطاق أنواع الفطريات المتضمنة واسع أيضًا، بما في ذلك الفطريات الزقية مثل المغزلاوية التي قد تسبب ذبول، والفطريات الدعامية مثل فطر السوادي المسببة للتفحم  وشقران التي تسبب صدأ الساق،  وطلائعيات بيضية مثل فيتوفثورا التي تسبب اللفحة المتأخرة في البطاطس مما نتج عنها مجاعة أيرلندا الكبرى أو مجاعة البطاطس الإيرلندية التي حدثت بين 1845م و1852م. عندما يكون تنوع المحاصيل منخفضًا ولا سيما عندما تكون الأنواع الفردية من المحاصيل الرئيسية عالمية تقريبًا، يمكن أن تتسبب الأمراض الفطرية في خسارة المحاصيل بأكملها كما هو الحال مع البطاطس في أيرلندا وكذلك كما هو الحال مع محصول الذرة (الذرة) أحادي الزراعة حيث في عام 1970  الولايات المتحدة الأمريكية فقدت ما يزيد عن مليار دولار من الإنتاج. كما تم تدمير محصول الموز الخالي من البذور «غروس ميشال» بشكل كامل في جميع أنحاء العالم في عام 1950م بواسطة الفطريات البرية فطر المغزلاوية حادة الأبواغ. حيث تم استبداله بموز كافنديش، والذي كان بدوره يواجه دمارًا تامًا .

### أمراض البشر والمواشي
الفطريات المسببة للأمراض تسبب مجموعة متنوعة من الأمراض في البشر والمواشي. يؤدي داء الرشاشيات الذي يسببه داء رشاشية دخناء في الغالب إلى وفاة حوالي 600000 شخص سنويًا، معظمهم يعانون من ضعف في جهاز المناعة. يسبب المتكيسات الرئوية الالتهاب الرئوي، وخاصة عند الأشخاص الذين يعانون من ضعف في جهاز المناعة. خمائر المبيضات هي أحدا عوامل لداء المبيضات، تسبب التهابات في الفم والحلق والجهاز التناسلي والأكثر خطورة في الدم. القوباء الحلقية هي عدوى جلدية تصيب حوالي 20٪ من البشر وتسببه حوالي 40 نوع من الفطريات المختلفة.[53]